# Шлихткруль, Алина
Алина фон Шлихткруль (нем. Aline von Schlichtkrull; 20 ноября 1832, Зиленц, ныне в составе коммуны Клюс, Рюген — 5 марта 1863, Берлин) — немецкая писательница.
В 1845—1851 гг., с перерывами, обучалась в Берлине литературе, музыке, живописи и истории, в том числе под руководством Теодора Куллака (отчасти приватным образом, отчасти в Консерватории Штерна). В 1851 г. дебютировала в печати лирическими стихами, в 1853 г. опубликовала первый роман «Потерянная душа» (нем. Eine verlorene Seele). С этого же времени концертировала совместно с писательницей и актрисой Элизой Шмидт, выступая с мелодекламациями выполненных Шмидт переложений древнегреческой драматургии. В 1855 году выпустила романы «Мортон Варни» (англ. Morton Varney), первоначально написанный ею по-английски, и «Кардинал Ришельё», продолжением второго из них стал вышедший два года спустя роман «Корделия». Лондонские гастроли весной 1856 года совместно с Шмидт стали для Шлихткруль последними из-за ухудшающегося здоровья, и она полностью сосредоточилась на литературных занятиях. В 1859 г. вышел роман «Агитатор из Ирландии» (нем. Der Agitator von Irland), годом позже — сборник рассказов «Laterna magica». В последние годы жизни Алина фон Шлихткруль работала над серией из четырёх биографических очерков, посвящённых видным фигурам европейского конституционализма; три из них, посвящённые Джону Хэмпдену, Оноре Габриэлю Мирабо и барону Штейну, были завершены, а в ходе работы над четвёртым, о короле бельгийцев Леопольде, писательница умерла.